# Propebela angulosa
Propebela angulosa é uma espécie de gastrópode do gênero Propebela, pertencente a família Mangeliidae.